# Вулиця Іси Мунаєва (Київ)
Ву́лиця Іси Мунаєва — вулиця в Деснянському районі міста Києва, селище Биківня. Пролягає від вулиці Радистів до 1-го провулку Радистів.

## Історія
Вулиця виникла в 2010-ті роки під проектною назвою Проектна 13077. Назва на честь українського та чеченського військовика Іси Мунаєва - з 2017 року.